# 小児集中治療室
小児集中治療室(しょうにしゅうちゅうしりょうしつ、Pediatric intensive care unit、PICU)とは、中学3年生（15歳）までの体の機能が適切に働かなくなった時に、集中的に十分な治療と看護を行う診療のこと。外科、内科を問わず、子供ができるだけ早く元の状態に戻ることを支援する。診療対象は、大きな手術を受けた場合（例えば心臓手術など）、病院の内外を問わず急な病気や怪我などで全身の状態が悪くなった場合など。英語ではPediatric intensive care unitと呼び、日本ではPediatric intensive care unitの太文字を取り、PICUと呼ぶこともある。

## 概要
詳しくは集中治療室の概要をご覧下さい。ここでは集中治療室全般の概要を取り扱います 。
- 生命の危機にある重症患者を、24時間の濃密な観察のもとに、先進医療技術を駆使して集中的に治療する。
- 集中治療のために濃密な診療体制とモニタリング用機器、ならびに生命維持装置などの高度の診療機器を整備した診療単位。

## 設置条件
出典
- 小児入院医療管理料1の届出を行っている医療機関であること。
- 専任の医師が常時、小児特定集中治療室内に勤務していること。
- 専任の医師には、小児の特定集中治療の経験を5年以上有する医師を2名以上含むこと。
- 専任の医師は宿日直を行う医師ではないこと。
- 小児特定集中治療室管理を行うにふさわしい専用の治療室を有していること。
- 治療室の病床数は8床以上であると。
- 治療室の広さは、内法による測定で1床当たり15平方メートル以上であること。
- 医療安全対策加算1に係る届出を行っている保険医療機関であること。
- 早期の離床を目的とした取組を行うにつき十分な体制が整備されていること。
- 心大血管疾患リハビリテーション料、脳血管疾患等リハビリテーション料、または呼吸器リハビリテーション料に係る届出を行っている保険医療機関であること。

## 小児集中治療室をもとにした番組
- PICU 小児集中治療室 フジテレビ[8]
- PICU 小児集中治療室 スペシャル2024 フジテレビ[9]